# Åsensjö
Åsensjö (finska: Horsmajärvi) är en sjö i kommunen Raseborg i landskapet Nyland i Finland. Sjön ligger 55,8 meter över havet. Arean är 43 hektar och strandlinjen är 8,24 kilometer lång. Sjön  ingår i Skärgårdshavets kustområde, Åland.   Sjön har sitt utlopp i söder mot Flacksjö och vidare till Fårsjö (Lammasjärvi). En del av sjön och dess omgivning är skyddad av Åsensjö naturskyddsområde. Sjön ligger omkring 81 km väster om Helsingfors. 
I sjön finns ön Horsmajärvenholma.